# Maurice Smith (lekkoatleta)
Maurice Smith (ur. 28 września 1980) – jamajski lekkoatleta, dziesięcioboista, wicemistrz świata z Osaki (wynikiem 8644 pkt ustanowił rekord życiowy, zarazem rekord Jamajki). Olimpijczyk.

## Sukcesy
| Rok  | Zawody                   | Miasto         | Miejsce | Konkurencja                   |
| ---- | ------------------------ | -------------- | ------- | ----------------------------- |
| 2000 | Mistrzostwa NACAC U-25   | Monterrey      | 1.      | Dziesięciobój lekkoatletyczny |
| 2007 | Igrzyska panamerykańskie | Rio de Janeiro | 1.      | Dziesięciobój lekkoatletyczny |
| 2007 | Mistrzostwa Świata       | Osaka          | 2.      | Dziesięciobój lekkoatletyczny |
| 2011 | Igrzyska panamerykańskie | Guadalajara    | 2.      | Dziesięciobój lekkoatletyczny |